# Dipartimento di Iglesia
Iglesia è un dipartimento argentino, situato nell'estrema parte nord-occidentale della provincia di San Juan, con capoluogo Rodeo.
Esso confina a nord e a est con la provincia di La Rioja, a est con i dipartimenti di Jáchal e Ullum, a sud con quello di Calingasta, e a ovest con la repubblica del Cile.
Secondo il censimento del 2001, su un territorio di 19.801 km², la popolazione ammontava a 6.737 abitanti.
Dal punto di vista amministrativo, il dipartimento consta di un unico municipio, che copre tutto il territorio dipartimentale, suddiviso in diverse localidades:
- Angualasto
- Bella Vista
- Colola
- Iglesia
- Las Flores
- Pismanta
- Rodeo, sede municipale
- Tudcum